# Станиславівська єпархія УГКЦ
Станиславівська єпархія УГКЦ — колишня єпархія УГКЦ з центром у м. Станиславові. Заснована декретом цісаря Франца Йозефа І від 29 січня 1884 і буллою папи Лева XIII від 25 березня 1885 шляхом виділення 20 деканатів з Львівської архиєпархії.

## Історія
Станиславівська єпархія заснована декретом цісаря Франца Йозефа І від 29 січня 1884 і буллою папи Лева XIII від 25 березня 1885 шляхом виділення 20 деканатів з Львівської архиєпархії.
У 1936 році Єпархія мала 20 деканатів, 419 парохій, 419 матерні і 393 дочірні церкви, 541 священників (у тому числі 22 ченці); 7 чоловічих (6 Василіянських і 1 Редемптористів) і 2 жіночі (Сестер Василіянок) монастирів; 28 домів Сестер Служебниць і 4 ін.; 1035 000 вірних. При Станиславівській єпархії діяла капітула, існували Духовна семінарія (з 1907) і Богословський ліцей (1935 — 8 проф., 92 учні), виходив тримісячник «Добрий Пастир» (з 1931); з важливіших церковних і релігійних товариств: «Апостольство Молитви», Католицька Акція, товариство «Скала».

### Деканати
Під час створення єпархії до її складу увійшли 20 деканатів. У 1919 році від неї відійшла Буковина, натомість після виділення зі складу Станиславівського деканату міста Станиславова знову було 20 деканатів:
- Деканат Богородчанський
- Деканат Бучацький
- Деканат Городенський
- Деканат Гусятинський
- Деканат Єзупільський
- Деканат Жуківський
- Деканат Заліщицький
- Деканат Коломийський
- Деканат Косівський
- Деканат Кудринецький
- Деканат Надвірнянський
- Деканат Пістинський
- Деканат Скальський
- Деканат Снятинський
- Станиславів-місто
- Деканат Станиславівський
- Деканат Тисьменицький
- Деканат Товмацький
- Деканат Устецький
- Деканат Чортківський

## Очільники

### Єпископи
- Юліян Пелеш (1885—1891),
- Юліан Сас-Куїловський (1891—1899),
- Андрей Шептицький (1899—1900),
- Григорій Хомишин (1904—1945); єпископ-помічник (з 1929) Іван (Лятишевський).

### Адміністратори
- Василь Фацієвич